# Municipio de Newport (Illinois)
El municipio de Newport (en inglés: Newport Township) es un municipio ubicado en el condado de Lake en el estado estadounidense de Illinois. En el año 2010 tenía una población de 6770 habitantes y una densidad poblacional de 80,94 personas por km².

## Geografía
El municipio de Newport se encuentra ubicado en las coordenadas 42°27′14″N 87°56′54″O / 42.45389, -87.94833. Según la Oficina del Censo de los Estados Unidos, el municipio tiene una superficie total de 83.64 km², de la cual 82.3 km² corresponden a tierra firme y (1.6%) 1.34 km² es agua.

## Demografía
Según el censo de 2010, había 6770 personas residiendo en el municipio de Newport. La densidad de población era de 80,94 hab./km². De los 6770 habitantes, el municipio de Newport estaba compuesto por el 73.97% blancos, el 8.95% eran afroamericanos, el 0.44% eran amerindios, el 8.3% eran asiáticos, el 0.03% eran isleños del Pacífico, el 5.64% eran de otras razas y el 2.66% pertenecían a dos o más razas. Del total de la población el 13.81% eran hispanos o latinos de cualquier raza.